# 屎撈人
屎撈人是1998年尾刊載於香港兒童讀物《黃巴士》內的漫畫角色。故事是謝立文所創作，由「麥嘜」動畫組成員梁智添負責繪畫。後亦發行書籍，有繁體中文、簡體中文及英文譯本。

## 簡介
屎撈人是麥兜於聖誕節晚上排出的一坨屎，「屎撈人」的名字可能聽來有很不雅，常被大人們家長們會認為它的是一些低俗的內容。他的名字來自聖誕經典動畫《The Snowman》。故事內容表達社會中低下階層的人依然抱有夢想、希望努力向上、但又沒法擺脫現實的無奈。而他的名字有點不雅，亦正好配合他卑微、甚至被人厭棄的社會地位。

## 主題曲
主題曲《屎我係一督屎》由歌手劉以達原唱，王粵生作曲（原曲《怀旧》,1954年电影《槟城艳》主题曲），謝立文填詞。此歌曲後多次被電影、藝人等作為搞笑材料，如喜劇之王、903音樂會被梁漢文及陳奕迅翻唱，比原唱者當年的影響力更大。
《屎我係一督屎》：http://www.youtube.com/watch?v=CxmRAy6kEOs&feature=watch_response_rev （页面存档备份，存于）

## 出版書籍
- 屎撈人-浮屎六記 (繁體版) (2000)
- 屎撈人-浮屎若夢 (簡體版)
- 屎撈人-在路途上 (繁體/簡體版) (2000)
- The Excreman (英文版) (2000)
- 屎撈人-屎詩童話 (簡體版) (2004)